# Тиран-малюк болівійський
Тиран-малюк болівійський (Zimmerius bolivianus) — вид горобцеподібних птахів родини тиранових (Tyrannidae). Мешкає в Болівії і Перу.

## Опис
Довжина птаха становить 12 см, вага 10-11,6 г. Голова і верхня частина тіла темно-оливкові, нижня частина тіла білувата. Крила темні, пера на крилах мають жовті края.

## Поширення і екологія
Болівійські тирани-малюки живуть у вологих гірських тропічних лісах Анд. Зустрічаються на висоті від 1000 до 2830 м над рівнем моря.